# Eriogonum ovalifolium
Eriogonum ovalifolium är en slideväxtart som beskrevs av Thomas Nuttall. Eriogonum ovalifolium ingår i släktet Eriogonum och familjen slideväxter.

## Underarter
Arten delas in i följande underarter:
- E. o. caelestinum
- E. o. depressum
- E. o. eximium
- E. o. focarium
- E. o. monarchense
- E. o. nivale
- E. o. ochroleucum
- E. o. pansum
- E. o. purpureum
- E. o. rubidum
- E. o. vineum
- E. o. williamsiae